# Astronomical Society of the Pacific

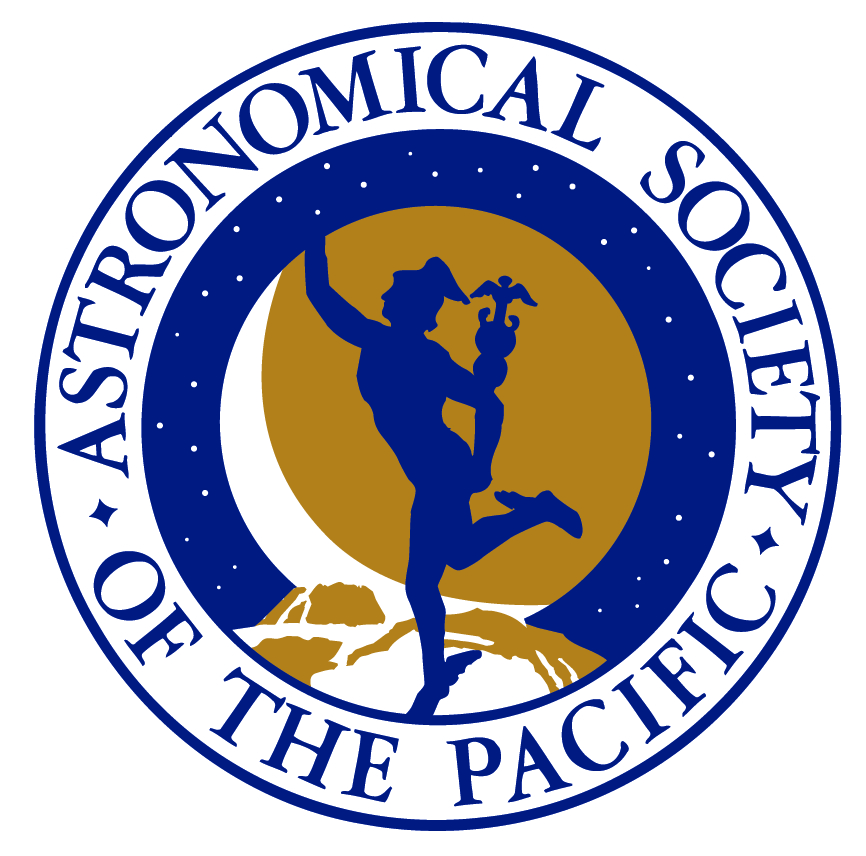

Die Astronomical Society of the Pacific (kurz ASP) wurde in San Francisco im Jahre 1889 gegründet. Sie hat den gesetzlichen Status einer gemeinnützigen Organisation. Sie ist die größte astronomische Gesellschaft der Welt mit Mitgliedern in über 70 Ländern weltweit.
Die Organisation unterstützt astronomische Ausbildung und veröffentlicht die populäre Astronomie-Zeitschrift Mercury. Sie veröffentlicht ferner seit dem Jahr 1899 das Wissenschaftsmagazin Publications of the Astronomical Society of the Pacific und seit dem Jahr 1988 die Konferenzbände Astronomical Society of the Pacific Conference Series, kurz ASP Conference Series.
Der Asteroid des äußeren Hauptgürtels (2848) ASP ist nach der Organisation benannt.

## Preise
Die ASP vergibt mehrere jährliche Preise:
- Die Bruce Medal für lebenslange Beiträge zur astronomischen Forschung. Die Medaille ist nach Catherine Wolfe Bruce benannt.
- Den Klumpke-Roberts Award für herausragende Beiträge zum öffentlichen Verständnis und Anerkennung der Astronomie, benannt nach Dorothea Klumpke-Roberts.
- Den Amateur Achievement Award in Anerkennung wesentlicher Beiträge zur Astronomie durch nicht im Bereich der Astronomie beruflich Tätige.
- Den Bart Bok Award, benannt zu Ehren des Astronomen Bart Bok, verliehen gemeinsam mit der American Astronomical Society bei der International Science and Engineering Fair für hervorragende studentische Arbeiten in der Astronomie.
- Den Thomas Brennan Award für außergewöhnliche Leistungen in Bezug auf Astronomieunterricht an weiterführenden Schulen.
- Den Maria and Eric Muhlmann Award für neuere wichtige Beobachtungsergebnisse, die durch innovative Fortschritte in astronomischen Instrumenten, Software oder Beobachtungseinrichtungen erreicht wurden.
- Den Robert J. Trumpler Award, benannt zu Ehren des Astronomen Robert J. Trumpler, verliehen an den Empfänger eines jüngst verliehenen Doktorgrads mit einer besonders bemerkenswerten Doktorarbeit.